# Grmače
Za istoimensko dramo Daneta Zajca glej Grmače (Dane Zajc).
(Grienhof,Germadiche)

Naselje Grmače stoji na zemljišču, kjer je nekoč stal grad Grmače (Grienhof) s pomožnimi objekti. Ime Grmače, prvotno Germadische (op. po Valasorju), naj bi pomenilo grmačo - grmičevje, s katerim je bilo tedaj preraščeno posestvo. Nemško ime Grienhof izhaja iz zelene barve okolice, kjer zaselek stoji.

## Rodbina Apfaltrer
Kranjska plemiška rodbina Apfaltrerjev je ena najstarejših na naših tleh. Prvi zapis o rodbini  izhaja iz leta 1165, ko je omenjena udeležba Janeza Apfaltrerja na viteških igrah v Švici, skupaj s koroškim vojvodo Henrikom. Udeležba na turnirjih je bila tisti čas povezana z nazivom, saj je vsak udeleženec moral biti plemič, ki je izkazoval najmanj štiri generacije plemiških prednikov. Na tem  območju se v tistem času omenjajo še gradovi Jablanica, Slatna in Roje. Po Jablaniški dolini se je družina predvidoma tudi imenovala (nem. apfel - jabolko). 
Zgodovina Apfaltrerjev odseva zgodovino kranjske dežele od dinastičnih bojev, turških vpadov, kuge in lakote. Kaže tudi na vojaško in upravno organizacijo v deželi in vse značilnosti življenja plemiškega stanu. Apfaltrerji so kot plemiči služili svoji deželi, vladarju v vojski, civilni upravi in se udejstvovali kot cerkveni dostojanstveniki, eden od njih celo kot znanstevnik – matematik. V krstnih knjigah so večkrat omenjeni kot krstni botri, npr. pri družini Gradišek iz Črnega potoka v letih med 1720 – 1740. Zadnji baron z Grmač je imel dve hčeri, tako da je njihovo ime izumrlo nekje sredi 20. stoletja. Kljub temu je bila njihova vloga v slovenskem in ožjem litijskem prostoru dovolj pomembna, da zaslužijo posebno pozornost. Ena večjih znamenitosti, ki so jo zapustili Apfaltrerji je družinska gorbnica, ki še danes stoji na litijskem pokopališču in se je do nedavnega uporabljala kot mrliška vežica. V njej je pokopan eden prejšnjih lastnikov Grmač, baron Rudolf s soprogo.
Sicer pa o veličini rodbine Apfaltrer pričajo dejstva o njihovem takratnem lastništvu mnogih ozemelj na slovenskem. Jurij Apfaltrer je leta 1440 pozidal graščino Tivoli (Podtrun). V 16. stoletju so bili lastniki gospostva Rakovnik pri Šentrupertu. Po ukinitvi samostana klaris Mekinje so posestvo 1794 dodelili verskemu skladu, ki ga je leta 1825 prodal na dražbi Alojzu baronu Apfaltrerju. Konec 18. stoletja so bila v lasti barona Alojzija Apfaltrerja gospostva Krupa, Pobrežje in Pusti Gradec, leta 1904 so jih prodali. Prav tako so bili Apfaltrerji v svaštvu (affinitas, razmerje nastalo s sklenitvijo zakonske zveze med enim zakoncem in krvnim sorodstvom drugega zakonca) z mnogimi uglednimi kranjskimi rodbinami, kot npr. z Auerspergi, Barbi, Busethi, Dinzli, Erbergi, Galli, Hohenwarthi, Lambergi, Lichtenbergi, Paradeiserji, Sauraui, Tauffererji, Valvasorji, itd.

## Grad Grmače
Graščaki Apfaltrerji so poleg že omenjenega konec 16. stoletja kupili tudi zemljišče pod gradom Roje. Grad je kasneje pogorel in sezidali so dvorec Grmače. Sprva je dvorec izgledal kot enonadstropno poslopje pravokotnega tlorisa z renesančnim portalom in rustičnimi vogali, zavarovano za zidom, na katerega so se prislanjali grajska kapela, obrambni stolpič in gospodarska poslopja. V baročni dobi  so osrednji stavbi prizidali novtrakt, tako da je nastala dvonadstropna stavba, ki je z zidom tvorila pravokotno tlorisno obliko s prostornim in delno arkadiranim dvoriščem. Poleg je bil urejen lep grajski park.
Leta 1615 je Janez Jakob Apfaltrer grad prodal kastelanu ljubljanskega gradu Štefanu Stroblu. V letu 1632 grad  Grmače ponovno preide v last Jakobovega nečaka Adama (sin Andreja pl. Apfaltrerja  in Poliksene  Praunsperger), ki ga odkupi od mladoletnih dedičev Štefana Strobla. Adamu Sigmundu je sledil njegov najstarejši sin Ferdinand Ernest, ki je nato gospostvo prodal dedičem svojega svaka Ernesta Mihaela pl. Scherenburga, soproga Renate Katarine Apfaltrer. Med temi dediči je bil tudi najmlajši brat Ferdinanda Ernesta, Julij Henrik. Oba brata sta leta 1672 prejela dedni baronski naziv. Grmače so prehajale iz roda v rod in ostajale v rodbini Apfaltrer. Tekom let so se tudi močno razširile.
Najobsežnejšo posest je imel Alojz Apfaltrer, ko je 17. oktobra 1798 prevzel tri četrtine posestva od svojega strica Ernesta, ki je bil duhovnik. Leta 1804 je po svoji teti Frančiški  Bonazzi, drugič poročeni Auersperg, podedoval še Krupo, Pobrežje, Pusti Gradec in Križ s Kamnikom. Po stričevi smrti leta 1815 mu je pripadel celoten majorat Grmače s pridruženima gospostvoma Roje in Loka, ter hiša v Ljubljani. Leta 1825 je od verskega sklada kupil še Mekinje in ga združil z gospostvom Križ. Vso to obsežno posest sta si po njegovi smrti 11. januarja 1855 razdelila nečaka, odvetnik Oton in stotnik Rudolf. Rudolf je 29. aprila 1890 z oporoko posestvo zapustil svojemu nečaku Rihardu.
V Arhivu Republike Slovenije je ohranjen urbar (op. knjiga v kateri so popisane podrejene posesti, njihovi uživalci, dajatve, obveznosti in služnosti fevdalnemu gospodu) iz leta 1583 in poznejših let, kjer je zabeležena korespondenca, listine, akti Marije Terezije od leta 1743.
Po pričevanju starejših prebivalcev na Grmačah je bil grad požgan takoj po koncu II. svetovne vojne. Požgano graščino so porušili do tal in obdelano kamenje porabili za zidavo okoliških hiš.

## Kmetijsko gozdarska zadruga Litija
Po II. svetovni vojni so posestvo Grmače podržavili (nekaj časa je bil naziv tudi hrastniška ekonomija, ker je s posestvom upravljala Steklarna Hrastnik), leta 1960 pa je bilo z odločbo litijske občine preneseno v upravljanje Kmetijske zadruge Litija. Sicer pa zgodovina Kmetijsko gozdarske zadruge Litija sega v 8. avgust leta 1948, ko je 47 kmetov iz Litije in bližnje okolice na svojem občnem zboru ustanovilo zadrugo. Zgrajena sta bila dva odprta hleva za 250 govedi. Leta 1950 preuredijo gospodarska poslopja v pisarne, pozneje v stanovanja (Zavrstnik 1), leta 1962 pa na mestu, kjer je stala »hišterna« bivalni objekt za hlapce in dekle, postavijo stanovanjski objekt (Zavrstnik 1). Po letu 1963, ko se je iz sestave Združene kmetijske zadruge Litija odcepilo gozdarstvo, to je odkup in prodaja lesa iz kmetijskega posestva Ponoviče in Grmače, in je zadruga nezakonito izgubila okoli 550 ha najboljših gozdov, se je znašla v izredno težkem gopodarskem položaju. Postopna sanacija, ki je terjala velika prizadevanja in osebna odpovedovanja, zlasti delavcev za goli obstanek zadruge, se je začela v letu 1967 s prevzemom 7 trgovskih prodajaln v zadružnih hišah od takratnega trgovskega podjetja Mercator. Naječji obseg prenove kmetij in obseg investicijskih vlaganj je bil dosežen v letih 1982 – 1984, ko se je izvajala rekonstrukcija živinorejske farme Grmače. Značilnost zadnjega desetletja prejšnjega tisočletja je bila nedvomno sprememba družbenega sistema in z njim povezana statusna sprememba zadruge kot delovne organizacije. V letih 1988 – 1998 se zadruga preimenuje v M Kmetijsko - gozdarsko Zadrugo Litija. Danes ima Kmetijsko gozdarska zadruga Litija 407 članov, 95 zaposlenih in 110 proizvajalcev mleka. Glavne dejavnosti zadruge so trgovina (74 %), gostinstvo (1 %), odkup kmetijskih produktov (20 % - 600.000 kg živine, 7 milijonov litrov mleka letno) ter lastna farma Grmače (5 % - 1,5 milijona litrov mleka letno).

## Grmače danes
Občina Šmartno pri Litiji je v letu 2009 (v času županovanja Milana Izlakarja) začela z gradnjo 18 stanovanjskih enot (Zavrstnik 75 – 83), ki so jih stanovalci zasedli v začetku novembra 2011 in s tem pospešili utrip mirnemu naselju Grmače. »Staroselci« in »novoselci« so se združili v prijetno stanovanjsko skupnost, ki skrbi za lep videz soseske in pestro družabno življenje.